# Cheval dans la culture
Le cheval dans la culture tient une place qui reflète son statut d'animal militaire et utilitaire incontournable dans l'histoire de l'humanité, de l'époque de sa domestication à celle de la motorisation. Il est présent dans tous les mythes, légendes et textes religieux des peuples qui connaissent son utilisation, comme l'illustrent des chevaux célèbres tels que le Pégase grec, le Sleipnir nordique, ou encore ceux des Cavaliers de l'Apocalypse. Cette place est symbolisée également par le sacrifice du cheval aux côtés de son maître, ou lors de rites de fécondité ; il intervient également dans des rites archaïques chamaniques.
Au cours de cette association culturelle, le cheval sert tour à tour de source d'inspiration artistique et d'animal de spectacle, il entre aussi dans la vie de l'homme par le biais de jeux et jouets populaires, comme le cheval à bascule ou encore le jeu des petits chevaux.
Dans l'art, le cheval est présent depuis les peintures rupestres de la préhistoire et, s'il est rarement mis en scène pour lui-même, se révèle omniprésent tant en peinture qu'en sculpture. En littérature, il est plus souvent le compagnon d'un héros, mais quelques chevaux ont acquis une célébrité littéraire au-delà de celle de leur cavalier, comme Bayard et beaucoup plus récemment L'Étalon noir.

## Histoire
Le cheval s'associe à la culture humaine bien avant toute domestication, comme le prouvent les peintures rupestres et objets d'art de nombreux sites préhistoriques. Aux côtés de son rôle utilitaire et militaire, prédominant, il a toujours servi d'inspiration aux croyants et aux artistes.
On a retrouvé une maxime faisant référence au cheval sur des tablettes sumériennes en écriture cunéiforme datées d'environ 1700 avant J.-C., ce qui autorise Samuel Noah Kramer à penser que cet animal était déjà domestiqué en Mésopotamie aux alentours de l'an -2000.
Au XXe siècle, la culture associée au monde du cheval connaît un profond bouleversement des genres. Alors que le cheval était essentiellement un animal utilisé par les hommes, les femmes se le réapproprient dans les pays occidentaux. Elles représentent désormais en France plus des trois-quarts des cavaliers. Ce basculement n'est pas sans conséquences sur la sphère culturelle du cheval : les productions littéraires, cinématographiques et télévisées s'adressent désormais bien davantage aux filles, accompagnées par une multiplication de jouets et peluches à forme équine qui leur sont destinées. Ce phénomène accroît encore la féminisation.

## Croyances

### Sacrifice et inhumation
Nombre de peuples indo-européens, tels les Germains et les Celtes, développent des cultes et des rituels liés au cheval et à son sacrifice. Certains trouvent leur explication dans les Brâhmana. Ainsi, le rituel romain d'October Equus, impliquant le sacrifice d'un cheval en octobre, est rapproché du rituel indien ancien appelé Ashvamedha. Les mythes indo-européens sont fortement influencés par la domestication du cheval. En Basse-Saxe et dans la lande de Lunebourg, on trouve encore beaucoup de maisons anciennes ornées de deux têtes de chevaux en bois : il s'agit peut-être là de la marque d'une tradition qui remonte aux temps où les têtes des chevaux sacrifiés étaient fixées sur les huttes pour protéger les habitants et bannir le mal. Le cheval est également retrouve enterré avec l'Homme : un cimetière a été découvert en France avec des tombes d'hommes et de chevaux disposés volontairement dans certaines positions.

### Mythes et légendes

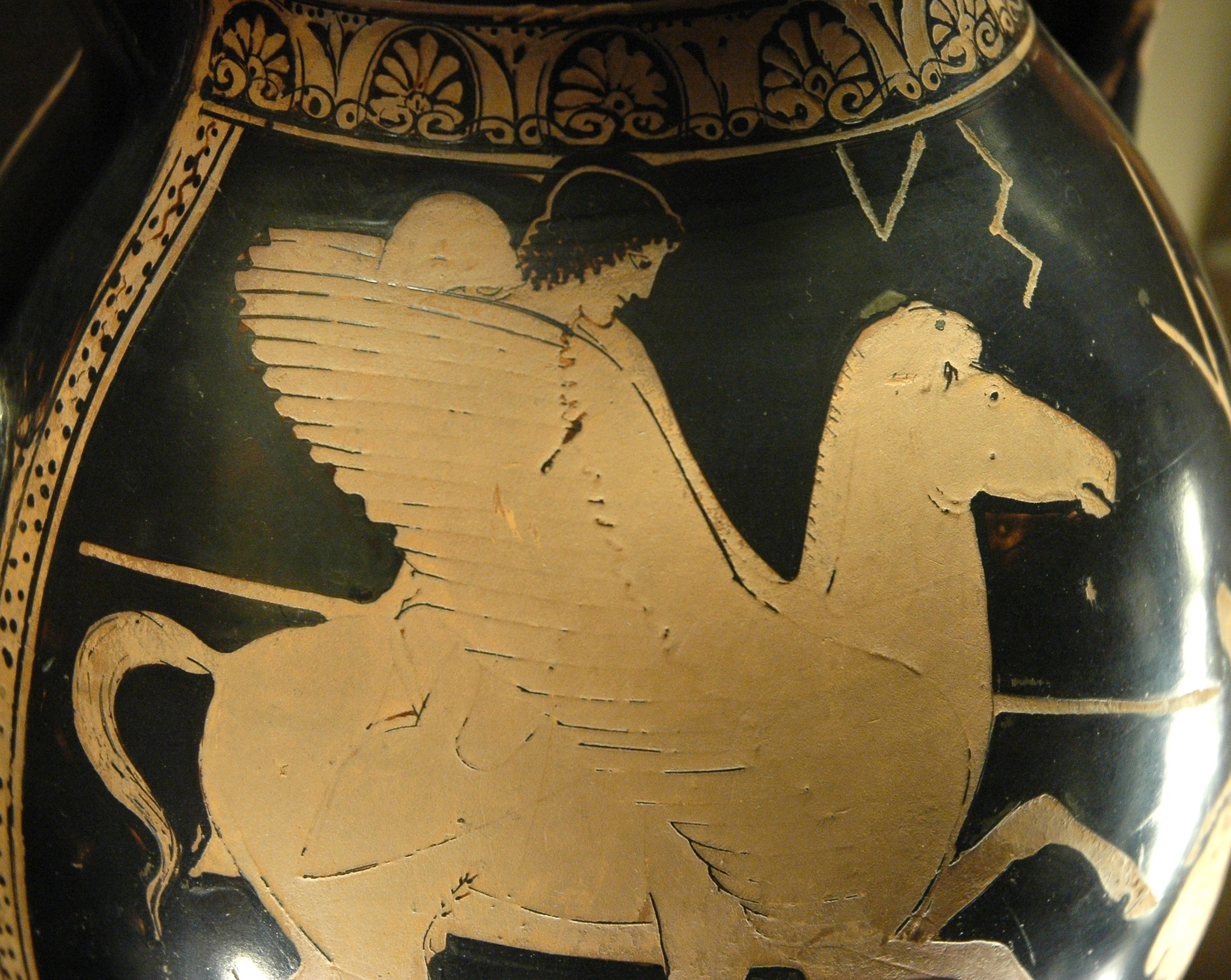
Bellérophon monté sur Pégase, v. 440 av. J.-C., musée du Louvre

#### Gréco-romains
Le cheval est très présent dans la mythologie grecque, notamment avec le fameux Pégase et les Centaures, créatures mi-homme mi-cheval. Les cavales de Diomède sont des juments carnivores capturées par Héraclès ,. Selon la tradition, Bucéphale, le cheval d'Alexandre le Grand, descendrait de l'une d'elles. Chez les dieux grecs, le cheval est l'attribut de Poséidon, dieu des océans et des mers, qui l'a créé et a appris aux hommes à le monter. Les chevaux du soleil tirent le char d'Hélios selon les anciennes traditions et Ulysse fait construire le Cheval de Troie, un cheval de bois géant dans lequel il cache des soldats pour prendre la ville de Troie. C'est pour les chevaux du roi Laomédon qu'Héraclès finit par mener la guerre contre Troie.

#### Celtes
Les peuples celtes accordent une grande place au cheval à travers les déesses comme Épona, déesse-jument gauloise dont le culte est repris par les Romains. L'intelligence et la férocité des chevaux de bataille est louée dans les épopées héroïques et la légende arthurienne. Certaines traditions perdurent jusqu'à nos jours, comme celle de la Kelpie, cheval aquatique du folklore écossais qui transporte ses victimes dans l'eau.

#### Nordiques
La mythologie nordique mentionne aussi un très grand nombre de chevaux dans les Eddas et les sagas, dont le plus célèbre est Sleipnir, l'étalon à huit jambes du Dieu Odin.

#### Slaves
Le cheval joue un grand rôle dans les contes et légendes slaves, notamment russes. Un des exemples les plus connus est celui du cheval magique Sivko-Bourko (littéralement : [à la robe] gris-brun), qui permet au héros de triompher des épreuves (le cheval magique est habituellement capable de voler dans les airs) ; ce conte comporte des analogies avec celui de Neznaïko (« Je-ne-sais-pas »), qui fait intervenir un cheval magique très similaire. Souvent, il est mentionné que le héros doit « entrer par l'oreille droite [du cheval], et ressortir par l'oreille gauche », ce qui lui confère jeunesse et beauté. Dans de nombreux contes, le héros est amené à choisir un cheval parmi d'autres dans une écurie : il doit impérativement choisir celui qui paie le moins de mine. Dans d'autres cas, il a reçu en partage, par moquerie ou mépris, une vieille rosse qu'il tuera et écorchera. Le motif du héros qui doit garder un troupeau de juments pour Baba Yaga ou un autre être maléfique est considéré comme typiquement slave.
Une autre histoire célèbre est celle de Koniok-Gorbounok, (« Le Petit Cheval Bossu », compagnon magique d'Ivan le fils de paysan), qui a été publiée sous forme versifiée par Piotr Erchov.

#### Peuples caucasiens
Le cheval revêt une grande importance dans les traditions caucasiennes ; il représente un symbole de virilité pour les jeunes hommes. L'existence dans la région par ailleurs d'un culte du cheval, associé au domaine des morts, est attestée ; en Ossétie, on a recensé des textes funéraires dédiant un cheval au défunt, pour l'emporter dans l'au-delà. Différents rites, dont des courses de chevaux, se tenaient à l'occasion de funérailles.
Dans le domaine des contes populaires, les contes-types AT 530 (La Princesse sur la montagne de verre / Sivko Bourko) et AT 531 (Ferdinand le fidèle et Ferdinand l'infidèle / Le Cheval intelligent) y sont bien représentés. Les histoires de chevaux magiques se rencontrent plus fréquemment dans les zones de plaines, en Kabardino-Balkarie, au Daghestan et en Géorgie. Le héros prend fréquemment possession du cheval de son père, qui avait été enfoui sous terre. Un autre motif récurrent est l'obtention d'un cheval issu de la mer. Un conte géorgien, Le Cheval Louria, ((en) The Horse Lurja) a fait l'objet d'une codification spécifique (AT 538*). Dans les légendes nartes, le héros est constamment conseillé par son cheval. Outre l'archétype du cheval puissant, il existe des contes faisant référence à des chevaux nains (gulings ; ex : Ovdilg, conte ingouche). Dans nombre de contes, le cheval est amputé d'une, voire de toutes ses jambes.

#### Asiatiques
Dans la tradition chinoise, le cheval bénéficie d'une attention, d'un suage et d'une représentation ancienne. La culture équestre est particulièrement vivante dans le nord du pays depuis la dynastie Zhou à travers la maitrise des techniques de conduites d'attelage ou des jeux équestres. Un signe zodiacal chinois correspond au cheval. En Inde, un des avatars de Vishnou est le cheval blanc, cet animal est aussi lié aux hymnes à Indra, divinité de la guerre. Une figure mythique du cheval est le qilin, décrit comme la licorne asiatique. Dans le légendaire coréen, Chollima est un cheval ailé trop rapide pour être monté.

### Religions

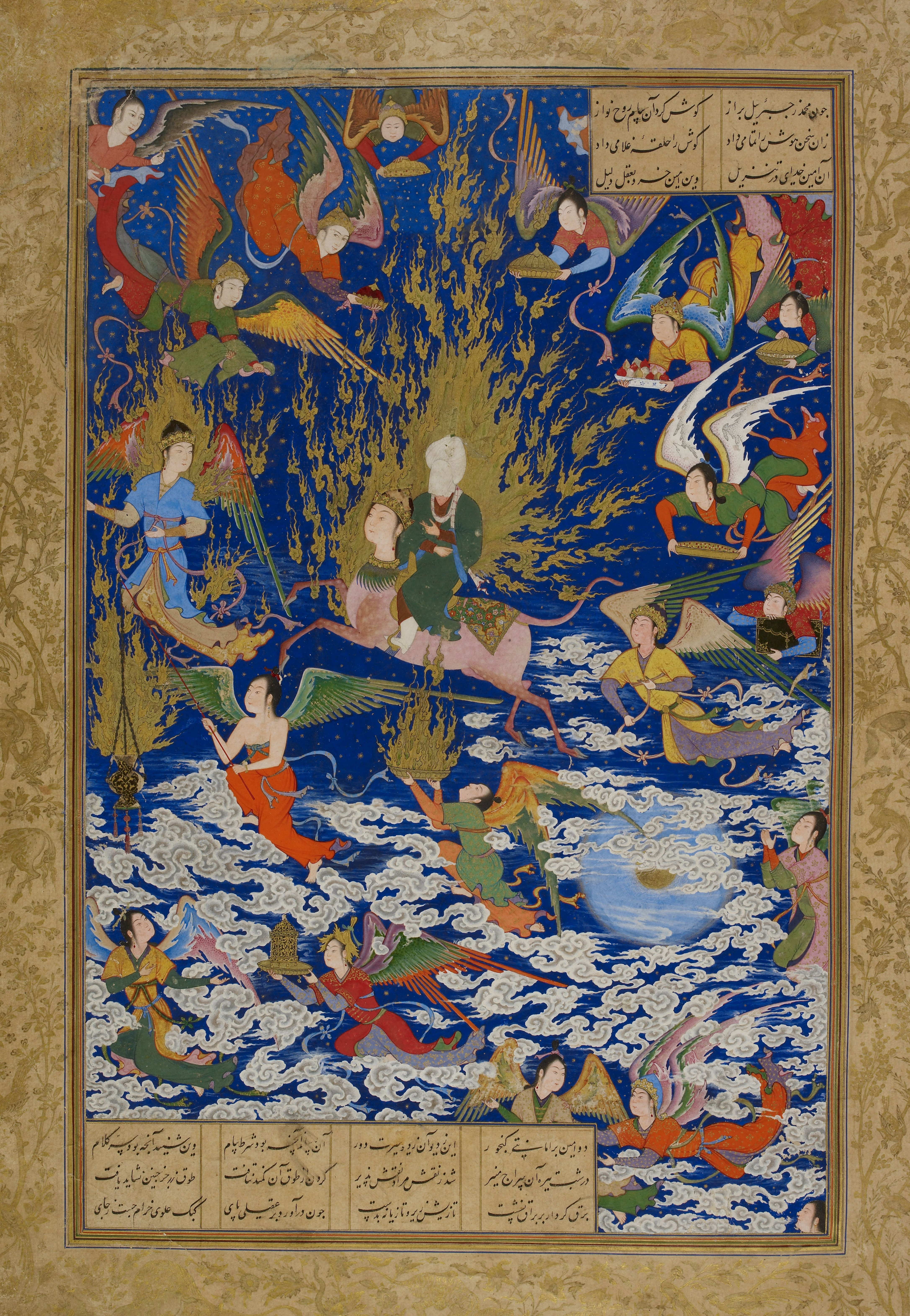
Mahomet lors de l'épisode du Voyage Nocturne chevauchant le cheval Bouraq et entouré d'anges, dont l'archange Gabriel, à gauche.

#### Christianisme
Dans la religion chrétienne, les cavaliers de l'Apocalypse montent chacun un des quatre chevaux apparus à l'ouverture des quatre sceaux. Ils sont mentionnés dans la Bible, dans le 6e chapitre du Livre d'Apocalypse, qui prédit qu'ils chevaucheront lors de la fin du monde. Au Moyen Âge, l'image du cheval réapparaît à travers la licorne, animal fantastique et christique possédant une longue corne sur son front. Saint Georges, martyr chrétien, est souvent représenté à cheval en train de terrasser un dragon. Il est le saint patron des chevaliers.

#### Islam
Selon certains contes, Allah crée le cheval à partir d'un pincée de vent et le donne au guerrier en lui déclarant : « Va et, sur son dos, tu goûteras aux jouissances que je te réserve dans mon paradis. ». Kuhaylan est considéré comme étant le premier cheval dressé dans l'histoire de l'humanité pour les Arabes. Il appartient à Ismaël, fils d'Abraham. Les chevaux jouent un rôle important dans tous les textes fondateurs arabes. Ainsi, Al-Bouraq, dont le nom signifie « éclair », est le cheval ailé à tête de femme et queue de paon sur lequel Mahomet, guidé par l'archange Gabriel, voyage de nuit de La Mecque à Al-Aqsa (la mosquée lointaine) au cours du Miraj.

### Symbolique du crâne de cheval

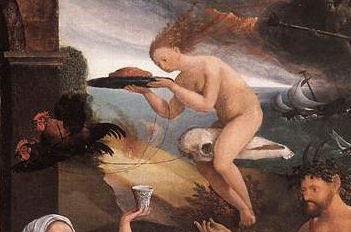
Sorcière chevauchant un crâne de cheval (détail du tableau Saul et la sorcière d'Endor de Jacob van Oostsanen)

Le crâne de cheval a été une enseigne et un symbole de sorcier. Un tableau de Jacob Cornelisz van Oostsanen, Saul et la sorcière d'Endor (1526), comporte par exemple une sorcière nue chevauchant un crâne de cheval. Le folkloriste russe Alexandre Afanassiev a recensé un conte en ukrainien, La Tête de jument, dans lequel une tête de jument frappe à la porte d'une isba de sorcière pour se faire ouvrir par la jeune fille à l'intérieur. Dans une version du conte russe Teremok, les animaux s'installent dans une tête de cheval, que l'ours finira par écraser.
Louis Léger, qui visita la Bulgarie vers 1880, écrit que dans la ville d'Ichtiman, « les maisons des paysans sont généralement situées au milieu d'un enclos formé de clayonnages plus infranchissables que des murs. Sur certaines de ces palissades est fiché un crâne de cheval qui sèche et blanchit au soleil ; la tête du noble animal passe pour détourner les maléfices ».

## Arts
(août 2016).

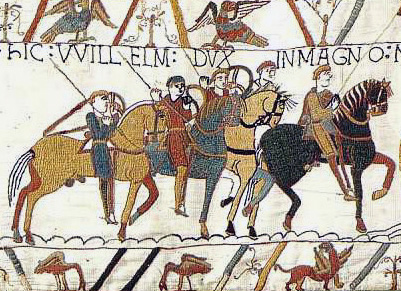
La tapisserie de Bayeux, datée du XIe siècle.

Le cheval est très représenté dans l'art. La Tapisserie de Bayeux présente 202 chevaux.

### Peinture

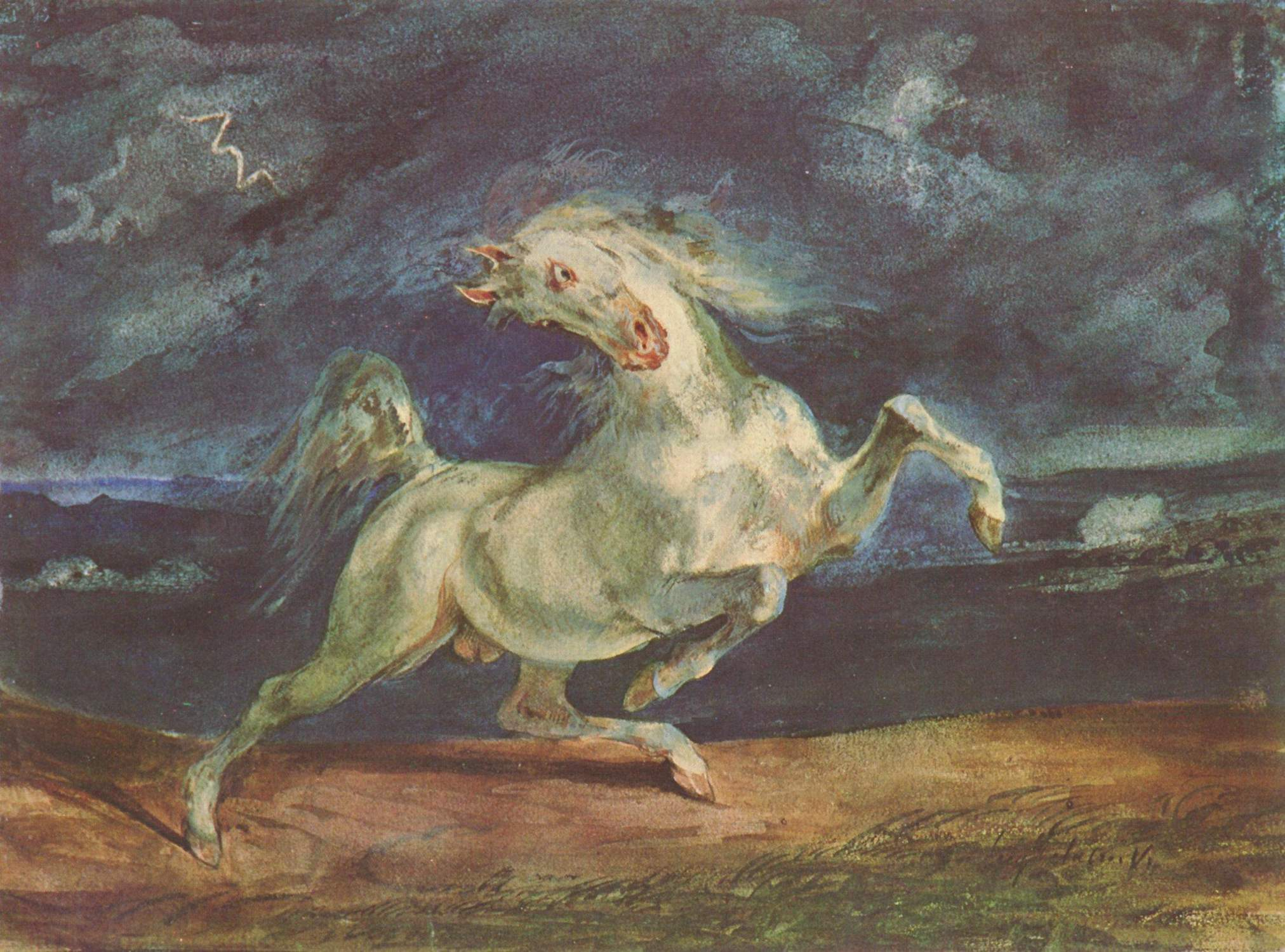
Cheval effrayé d'Eugène Delacroix.

De nombreux peintres se sont pris de passion pour le cheval : en 1812, Théodore Géricault et son Officier chasseur à cheval, Eugène Delacroix et ses Chevaux arabes se battant dans une écurie en 1860, Auguste Rodin et Le cheval en 1864

### Sculpture

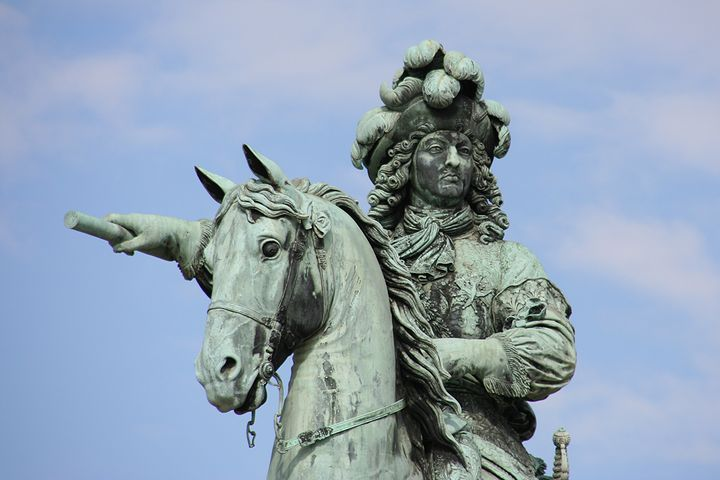
Statue de Louis XIV au château de Versailles

L'intérêt militaire du cheval a donné un genre d'art particulier : la statue équestre, qui représente de manière hagiographique un chef d'État, un chef militaire ou un héros. De par sa nature, elle ne peut être que très difficilement réalisée en pierre, le bronze est préférable, mais même dans ce métal, sa réalisation tient de la prouesse. La plus ancienne encore intacte est celle de Marc Aurèle, à Rome. La plus grande connue est celle du cheval de Léonard.

### Photographie
Robert Doisneau photographia, en 1942, un cheval qui avait glissé sur le verglas et qui n'arrivait plus à se relever : Le cheval tombé.

### Poésie
On trouve le cheval célébré en poésie chez Paul Verlaine, dans les Chevaux de bois (Bruxelles II), ou Paul Fort et sa Complainte du petit cheval blanc, ou Jacques Prévert et son Cheval Rouge. Jules Supervielle évoque également un cheval, de façon intrigante, dans son poème Mouvement (Gravitations, 1925).

## Culture populaire
(août 2016).

### Chanson
Quelques chansons, dites populaires, ont glorifié le cheval : Stewball, d'Hugues Aufray, Le petit cheval de Georges Brassens, Saucisson de cheval no 1 de Boby Lapointe, Les chevaux de Jacqueline Dulac, La Ballade Du Cheval Mallet, de Tri Yann, Le cheval de Jacques Brel, Demandez à mon cheval de Florent Pagny. Le clip Osez Joséphine met en scène le chanteur Alain Bashung et Azucena Caamaño dos à dos, au centre d'une piste de cirque autour de laquelle galope un cheval blanc.

### Cinéma
Crin-Blanc, chef d'un troupeau de chevaux de Camargue en liberté, est le héros du court métrage éponyme d'Albert Lamorisse, couronné du prix Jean-Vigo en 1953. Ulysse, vieux cheval qui doit être livré à un picador dans les arènes d'Arles dans le film français d'Henri Colpi, Heureux qui comme Ulysse, avec Fernandel, dénonce le remplacement de l'animal par la machine. Le Cheval venu de la mer, film irlandais de Mike Newell, sur un scénario de Jim Sheridan, sorti en 1994 en France, met en valeur l'importance de l'animal en Irlande et dans les croyances populaires.
L'un des plus grands succès du film équestre est L'Homme qui murmurait à l'oreille des chevaux de Robert Redford.
Hidalgo est un mustang qui participe à une grande course en Arabie, et que Joe Johnston met en scène en 2002.

### Films et séries d'animation
Le cheval représente un véritable défi en animation, en effet, le mouvement de son galop est particulièrement délicat à reproduire. C'est pourquoi les plus anciens films et séries d'animation montrent rarement des galops réalistes.
- Spirit, l'étalon des plaines de Dreamwork.

### Séries
Tornado, la monture de Zorro. Une autre cheval de fiction américaine est Monsieur Ed, le cheval qui parle (Mister Ed), « le cheval qui parle », héros de série télévisée des années 1960. La série L’Étalon noir, tirée des romans homonymes.

### Romans

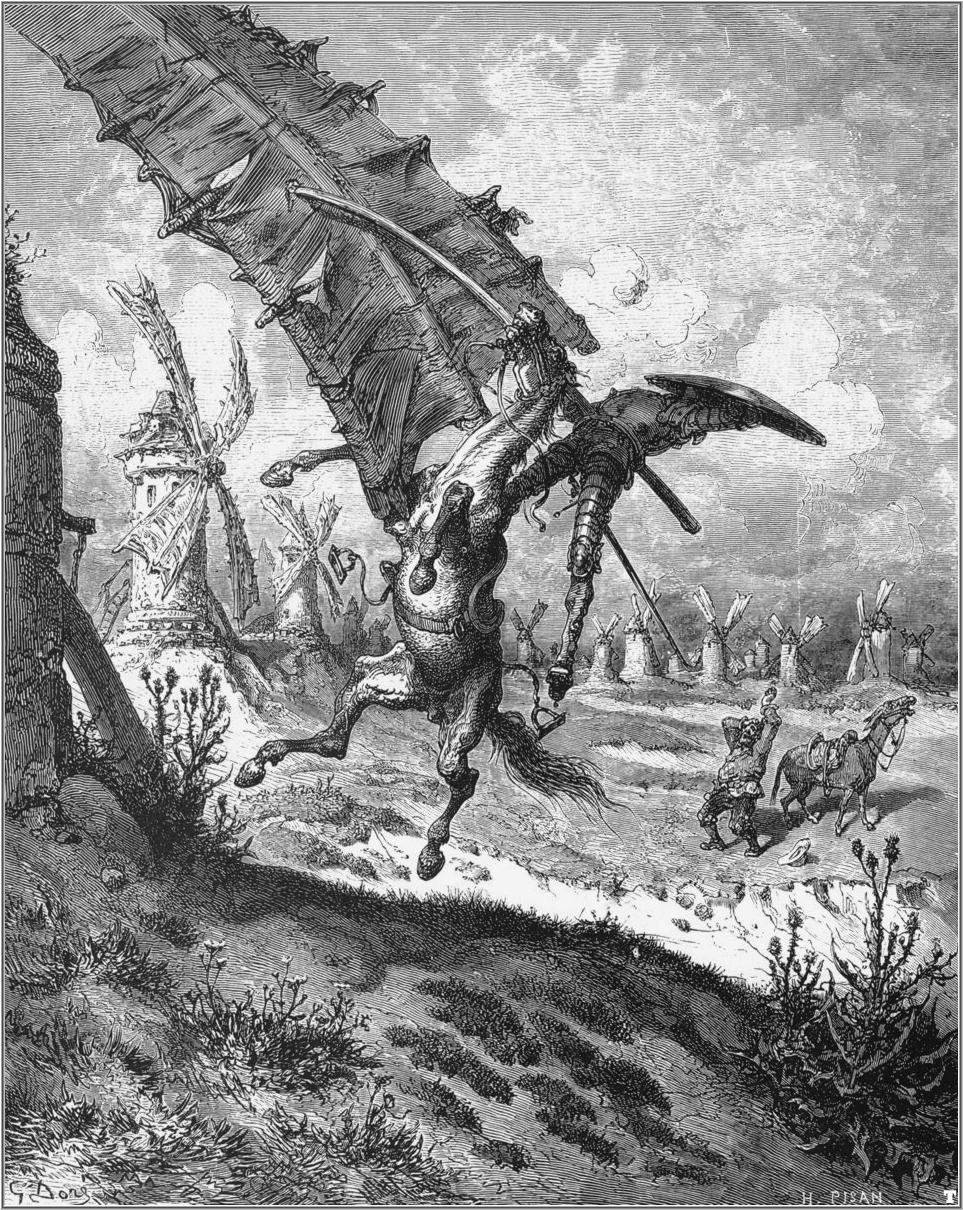
Don Quichotte et sa jument Rossinante.

Compagnon constant des héros, le cheval est plus rarement mis en scène pour lui-même. Miguel de Cervantes a créé Rossinante, la jument de Don Quichotte. Au XIXe siècle, Anna Sewell créé le premier roman animalier avec Black Beauty, narré par le cheval lui-même.
Gripoil (en version originale ShadowFax), est le cheval de Gandalf dans Le Seigneur des anneaux de J. R. R. Tolkien.
Les aventures de Flicka sont racontées dans les romans de Mary O'Hara : Mon amie Flicka, Le Fils de Flicka et L'Herbe verte du Wyoming. Les livres de L'Etalon noir racontent les aventures de Black, un grand crack de course, et d'Alec son jeune jockey. Pilgrim est le cheval de la jeune Grace, 14 ans, dans L'Homme qui murmurait à l'oreille des chevaux, le best-seller de Nicholas Evans

### Bandes dessinées
À l'époque contemporaine, Jolly Jumper est la monture du personnage titre de la bande dessinée Lucky Luke. Arabesque, jument de la BD Les Tuniques bleues, et entraînées à s'effondrer et faire la morte à chaque charge de cavalerie.

### Jeux et jouets
- Cheval à bascule
- Cheval-bâton
- Jeu des petits chevaux

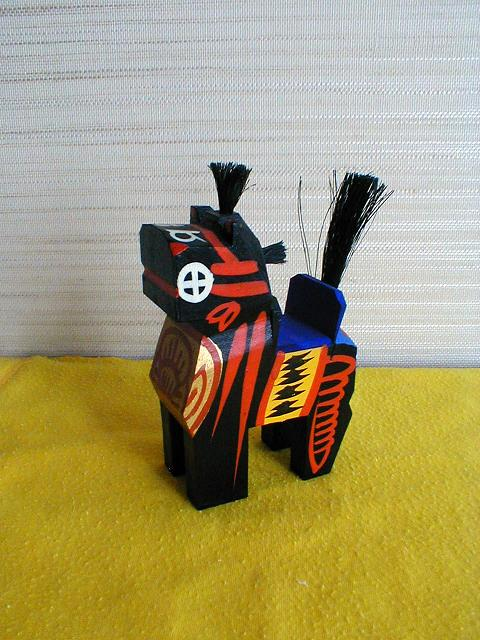
Un miharu-goma, jouet représentant un cheval anguleux et richement coloré, art populaire de la ville de Miharu (Japon).

Le cheval est, notamment depuis les années 1980, présent sous forme de jouets et de peluches très populaires auprès des petites filles.
- My Little Pony
- Fashion Star

### Philatélie
Il est aussi présent sur de nombreux timbres.

## Cheval et langage
De par sa proximité historique avec la vie de l'homme, le cheval a donné lieu à de nombreux idiotismes animaliers dont de nombreuses expressions sont encore utilisées couramment. On notera les exemples les plus typiques de la langue française comme « être fort comme un cheval », « prendre le mors au dents », « partir du bon pied », « prendre les rênes », « avoir une fièvre de cheval », « un remède de cheval », « une dose de cheval », « ne pas se trouver sous le sabot (ou le pas) d'un cheval »  ou « monter sur ses grands chevaux ».